# Jürgen Kiefert
Jürgen Kiefert (* 2. Oktober 1941) ist ein ehemaliger deutscher Fußballspieler. Der Mittelfeldspieler absolvierte in der Saison 1969/70 bei Werder Bremen ein Ligaspiel in der Fußball-Bundesliga.

## Karriere
Kiefert spielte im Amateurteam von Werder Bremen, als er wie auch Norbert Hoyer und Walter Plaggemeyer in der laufenden Saison 1969/70 zum Lizenzspielerkader von Werder Bremen aufgenommen wurde. Vor Rundenbeginn hatte sich der Ex-Meister des Jahres 1965 mit Spielern wie Bernd Windhausen, Heinz-Dieter Hasebrink, Eckhard Deterding, Egon Coordes, Bernd Lorenz und Fritz Stefens verstärkt, hatte aber auch die Abgänge von Bernd Rupp, Diethelm Ferner, Max Lorenz und Gerhard Zebrowski zu verkraften. Das Engagement des neuen Trainers Fritz Rebell endete nach der 0:1-Auswärtsniederlage am 14. März 1970 beim 1. FC Kaiserslautern durch die Trainernachfolge von Hans Tilkowski ab dem 17. März 1970. Zu seinem ersten und einzigen Einsatz in der Bundesliga kam Kiefert, wie auch sein vormaliger Amateurkollege Hoyer am 29. Spieltag, den 28. März 1970, beim Auswärtsspiel gegen Eintracht Braunschweig, wo er in der 68. Minute für Ole Bjørnmose eingewechselt wurde. Das Spiel wurde mit Toren von Bjørnmose und Werner Görts mit 2:1 gewonnen. Nach der Spielzeit wechselte er von Werder zum SV Hemelingen in die Amateurliga Bremen.